# Франкфорд (тауншип, Миннесота)
Франкфорд (англ. Frankford) — тауншип в округе Моуэр, Миннесота, США. На 2000 год его население составило 358 человек.

## География
По данным Бюро переписи населения США площадь тауншипа составляет 77,7 км², из которых 77,6 км² занимает суша, a вода составляет 0,03 %.

## Демография
По данным переписи населения 2000 года здесь находились 358 человек, 125 домохозяйств и 101 семья.  Плотность населения —  4,6 чел./км².  На территории тауншипа расположена 131 постройка со средней плотностью 1,7 построек на один квадратный километр. Расовый состав населения: 100,00 % белых.
Из 125 домохозяйств в 38,4 % воспитывались дети до 18 лет, в 76,0 % проживали супружеские пары, в 4,0 % проживали незамужние женщины и в 18,4 % домохозяйств проживали несемейные люди. 16,8 % домохозяйств состояли из одного человека, при том 5,6 % из — одиноких пожилых людей старше 65 лет. Средний размер домохозяйства — 2,86, а семьи — 3,24 человека.
28,2 % населения — младше 18 лет, 7,5 % — в возрасте от 18 до 24 лет, 28,5 % — от 25 до 44, 26,8 % — от 45 до 64, и 8,9 % — старше 65 лет. Средний возраст — 38 лет. На каждые 100 женщин приходилось 114,4 мужчин.  На каждые 100 женщин старше 18 приходилось 110,7 мужчин.
Средний годовой доход домохозяйства составлял 56 250 долларов, а средний годовой доход семьи —  61 250 долларов. Средний доход мужчин —  31 641  доллар, в то время как у женщин — 31 771. Доход на душу населения составил 21 845 долларов. За чертой бедности находились 4,0 % семей и 5,6 % всего населения тауншипа, из которых 4,4 % младше 18 и 11,9 % старше 65 лет.